# Tétouan
Tétouan er en by i det nordlige Marokko med et indbyggertal på 422.757 (2024). Byen ligger ved kysten til Middelhavet, få kilometer syd for Gibraltarstrædet, der adskiller Afrika og Europa.